# Trigonostemon viridissimus
Trigonostemon viridissimus är en törelväxtart som först beskrevs av Wilhelm Sulpiz Kurz, och fick sitt nu gällande namn av Airy Shaw. Trigonostemon viridissimus ingår i släktet Trigonostemon och familjen törelväxter.

## Underarter
Arten delas in i följande underarter:
- T. v. chatterjii
- T. v. confertifolius
- T. v. viridissimus